# 普惠牧场
普惠牧场，是中华人民共和国新疆维吾尔自治区巴音郭楞蒙古自治州库尔勒市下辖的一个乡镇级行政单位。

## 行政区划
普惠牧场下辖以下地区：
牧场虚拟村。